# Canelé

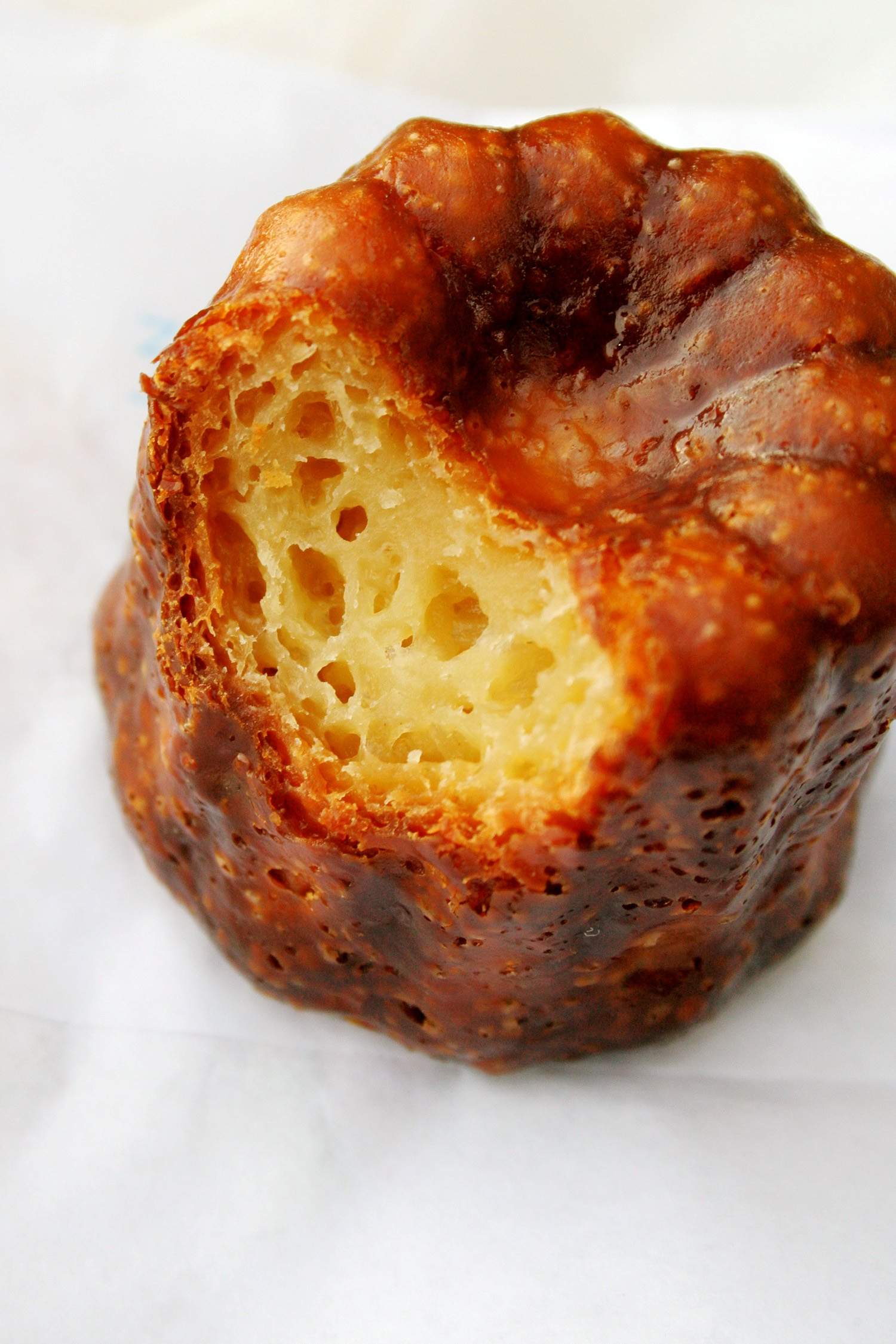
Zacht vanbinnen en donker gekaramaliseerd vanbuiten

Een canelé, ook canelé de Bordeaux of canelé bordelais, is een Frans gebakje en een culinaire specialiteit uit de streek rond Bordeaux.
Het deeg wordt gemaakt met eieren, suiker, melk, boter en bloem en wordt op smaak gebracht met rum en vanille. Het deeg wordt traditioneel in koperen vormpjes gebakken, die het gebak de typische vorm van een parallel gegroefd cilindertje geven. De meeste canelés hebben een diameter van 4 à 5 centimeter, al bestaan er ook kleinere en grotere. Het gebakje heeft een smeuïge binnenkant en een donker gekaramelliseerd korstje.

## Geschiedenis en naamgeving
De canelé gaat mogelijk terug op een brood op basis van bloem en eigeel dat men in Limoges een canole noemde en dat men in Bordeaux in de 18e eeuw verkocht als canaule, canaulé of canaulet. Bakkers van canaules verenigden zich in 1663 als gilde. Dat liet hen toe om een aantal specifieke producten – waaronder canaules – exclusief te produceren. Maar, aangezien de canauliers geen lid waren van de gilde der banketbakkers, was het hun verboden om bijvoorbeeld melk en suiker te gebruiken, want daar hadden de banketbakkers een wettelijk monopolie op. De canauliers vochten dat monopolie echter aan. In 1755 besliste de Raad van State in Versailles dat de canauliers het bij het rechte eind hadden. Een edict uit 1767 bepaalde de vereisten om canaulier te worden en hoeveel zulke winkels er per stad mochten zijn. In 1785 bleken er 39 canauliers winkel te houden in Bordeaux. Tijdens de Franse Revolutie werden alle gildes opgeheven, maar daarmee verdween het beroep niet meteen. Pas in de 19e eeuw verdween het beroep op de lijst van ambachten in Bordeaux.

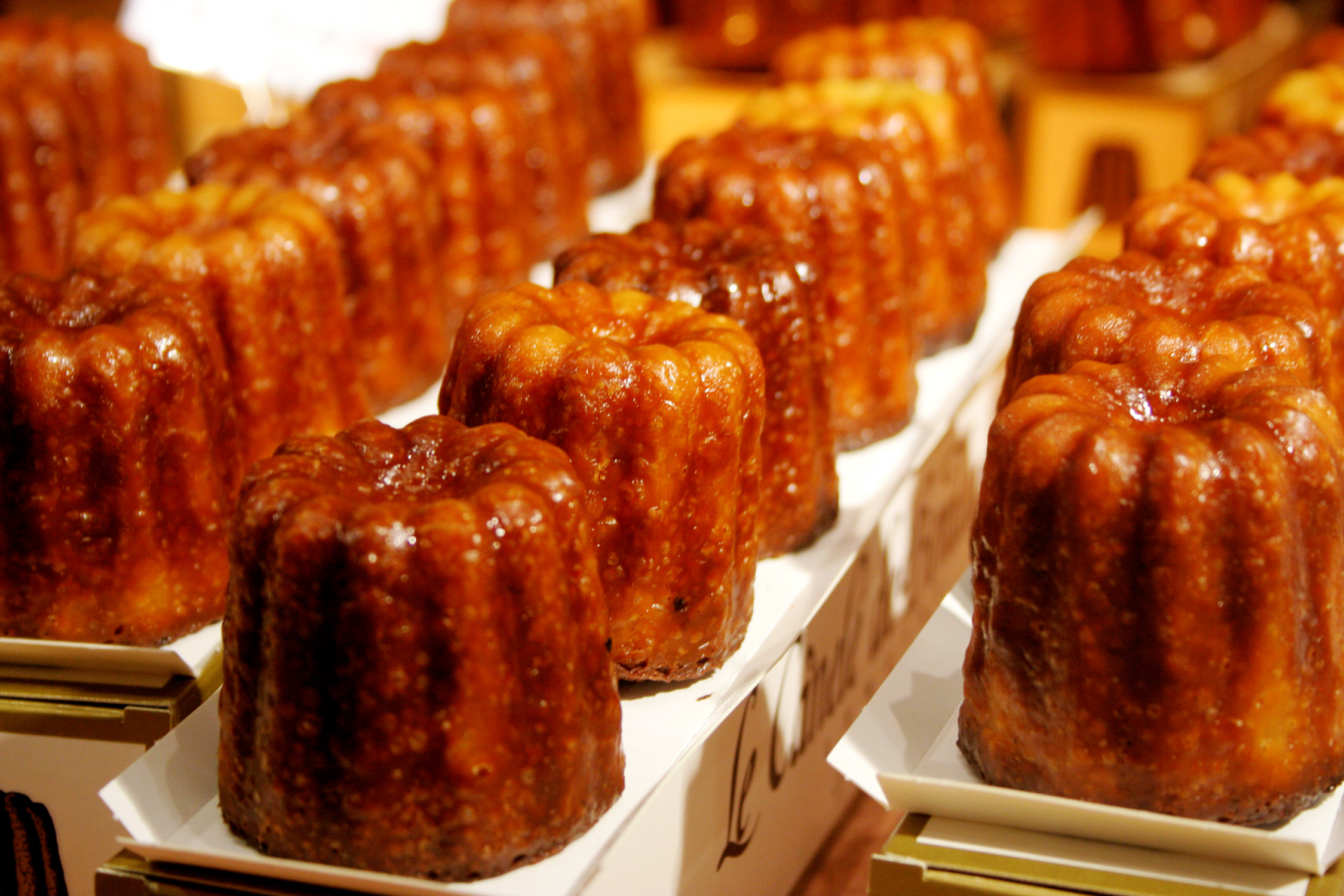
Canelés uit Saint-Émilion

In de vroege 20e eeuw verscheen het gebak opnieuw, al is onduidelijk wanneer dat juist gebeurde. Een onbekende banketbakker diepte een oud recept van de canauliers op en voegde rum en vanille toe. Het is best denkbaar dat het gebakje toen ook haar huidige vorm heeft gekregen, vanwege de associatie van het woord canaule (of het huidige canelé) met het Franse woord cannelure, dat 'groef' of 'inkeping' betekent.
Het is onduidelijk wanneer de huidige variant van de naam opkwam. Wel bekend is dat het woord cannelé in 1985 werd begraven ten voordele van de spelling met één 'n'. Toen werd de confrérie du canelé de Bordeaux opgericht. Canelé is sindsdien een collectief merk. In de daaropvolgende jaren werd het gebakje een groot commercieel succes, met honderden fabrikanten in Aquitanië. Niet alleen in die streek, maar ook in Parijs is de canelé een populair etenswaar geworden. (In Parijs, bij grote patissiers zoals Ladurée of Pierre Hermé, is de spelling met dubbele 'n' niet ongebruikelijk.)